# Adeuomphalus
Adeuomphalus là một chi ốc biển, là động vật thân mềm chân bụng sống ở biển trong họ Turbinidae.

## Các loài
Các loài trong chi Adeuomphalus gồm có:
- Adeuomphalus ammoniformis (Seguenza, 1876)
- Adeuomphalus axistriatus Hoffman, Gofas & Freiwald, 2020
- † Adeuomphalus bandeli (Schröder, 1995)
- Adeuomphalus collinsi Chikyu & Warén, 2009
- Adeuomphalus crenulatus (Powell, 1937)
- Adeuomphalus curvistriatus Hoffman, Gofas & Freiwald, 2020
- Adeuomphalus densicostatus (Jeffreys, 1884)
- Adeuomphalus diegoalejandroi Fernández-Garcés, Rubio & Rolán, 2019
- Adeuomphalus elegans Chikyu & Warén, 2009
- Adeuomphalus guillei Chikyu & Warén, 2009
- Adeuomphalus misaeli Fernández-Garcés, Rubio & Rolán, 2019
- Adeuomphalus orientalis (Thiele, 1925)
- Adeuomphalus sinuosus (Sykes, 1925)
- Adeuomphalus trochanter Warén & Bouchet, 2001
- Adeuomphalus valentinae Fernández-Garcés, Rubio & Rolán, 2019
- Adeuomphalus xerente Absalão, 2009

Đồng nghĩa
- Adeuomphalus laevis Rindone, 1990: syn. Eudaronia aperta (Sykes, 1925)